# Zumar Lake
Zumar Lake är en sjö i Kanada.   Den ligger i Kenora District och provinsen Ontario, i den sydöstra delen av landet, 1 100 km nordväst om huvudstaden Ottawa. Zumar Lake ligger 239 meter över havet. Arean är 3,1 kvadratkilometer. Den sträcker sig 3,7 kilometer i nord-sydlig riktning, och 1,6 kilometer i öst-västlig riktning.
I omgivningarna runt Zumar Lake växer i huvudsak barrskog. Trakten runt Zumar Lake är nära nog obefolkad, med mindre än två invånare per kvadratkilometer.